# Beijing BJ2022
Beijing BJ2022 — внедорожник, выпускаемый с 2005 года. С 2007 года — основной автомобиль Народно-освободительной армии Китая.

## История
В 1999 году был объявлен конкурс на разработку внедорожника для замены уже 40 лет стоящего на вооружении НОАК автомобиля Beijing BJ 212/2020, разработанного ещё в 1965 году на основе советских ГАЗ-69 и УАЗ-469.
В 2002 году Пекинским автозаводом, совместно с сотрудничавшим с ним в то время Chrysler, был представлен концепт-кар «Warrior C1», базирующуюся на Jeep Grand Cherokee, однако, оснащённый дизельным двигателем объёмом 4 л., автомобиль было предложено доработать, через год был представлен вариант «BJ2022 Yongshi». Выпуск модели заводом был начат в 2005 году, одновременно был снят с производства Beijing BJ 212/2020.
Серийная модель была представлена в 2006 году на Пекинском автосалоне. В 2007 году было объявлено, что НОАК заказала 2100 единиц, и с 2008 года с вооружения НОАК был снят Beijing BJ 212/2020.
В 2017 году незначительно обновлен: передние крылья получили подштамповки над колесными арками, изменена панель капота, в салоне — новые руль и панель приборов.

## Технические характеристики
Шасси — рамное, подвеска спереди пружинная, сзади — листовые рессоры. Стандартная модификация оснащена 3,2 литровым дизельным 6-цилиндровым двигателем, мощностью 140 л. с. Но кроме него доступна широкая гамма двигателей.

## В других странах
- В 2010 году 30 единиц в рамках безвозмездной помощи было предоставлено Камбодже.
- В 2015 году несколько единиц были отправлены сирийцам в качестве поддержки войскам CAA[2]
- С 2016 года под обозначением «IVM G12» лицензионная сборка модели ведётся в Нигерии на предприятии совместной фирмы «Инносон Моторс».